# Make Me...
"Make Me..."는 브리트니 스피어스의 2016년 노래로, Glory의 첫번째 싱글이다. 지이지가 피처링하였다.